# Panzerkampfwagen III
Sd.Kfz. 141 Panzerkampfwagen III (PzKpfw III), geralmente referido como Panzer III, foi o primeiro tanque médio desenvolvido nos anos 30 pela Alemanha Nazista e usado intensivamente na Segunda Guerra Mundial. Foi planejado para combater outros veículos de combate, servindo a lado como um suporte para a infantaria, atuou como o tanque principal durante os primeiros anos da Segunda Guerra Mundial. Em breve seria substituído pelos Panzer's IV, embora alguns ainda continuassem a ser utilizados para suporte.

## História
11 de Janeiro de 1934, após especificações criadas por Heinz Guderian, o departamento de Armas do Exército começou a desenvolver planos para um tanque médio com o máximo de 24.000 kg e uma velocidade máxima de 35 km/h, com a intenção de ser o principal tanque das forças Alemãs Panzer, capaz de destruir outros tanques e auxiliar a infantaria.
O Panzer III era um bom tanque, mas não surpreendentemente bom, em termos de blindagem, armamento e mobilidade. Contudo, influenciou os futuros tanques ao possuir três homens na tripulação do canhão (artilheiro, carregador e comandante), deixando assim o comandante livre para concentrar-se em comandar o tanque e instruir ordens para a tripulação.
A intenção de utilizar o Panzer III como o principal tanque de batalha Alemão foi largada, devido ao canhão de 50 mm não conseguir penetrar a armadura dos tanques Soviéticos T-34 e KV-1 e foi assim substituído pelo Panzer IV, que conseguia carregar um canhão de 75 mm.
Mais tarde na guerra, um modelo do Panzer III foi criado com um curto canhão de 75mm, uma tentativa de aprimorar o tanque, mas com menos velocidade do que o Panzer IV, sendo adotado como arma anti-infantaria, e depois de 1943, foi adotado como um apoio aos tanques Tiger I, por conta de sua velocidade em um combate de curta distância. O chassi do Panzer III fez com que surgisse o caça-tanques StuG III armado com um canhão L/34 de 75 mm.

## Variantes
- Panzer III Ausf A,B,C,D - modelos de pré-produção em 1937-1938. 75 produzidos.
- Panzer III Ausf E,F - Modelos de produção de 1939-1940. Armado com um canhão de 37 mm (mais tarde 50 mm) guns. 531 produzidos.
- Panzer III Ausf G - Mais blindagem. Armado com 50 mm L/42. 600 produzidos em 1940-1941.
- Panzer III Ausf H - Modificações menores. 308 produzidos em 1940-1941.
- Panzer III Ausf J - Blindagem frontal modificada novamente (50 mm SP). 482 produzidos em 1941.
- Panzer III Ausf J/1 - Armado com 50 mm L/60. 1.067 produzidos nos finais de 1941 até Junho/Julho de 1942.
- Panzer III Ausf L - Blindagem aumentada para 50 mm + 20 mm. 653 produzido em 1942.
- Panzer III Ausf M - Modificações menores, 250 produzidos em 1942-1943.
- Panzer III Ausf N - Armado com um canhão de 75 mm L/24. 700 reequipados, modelos J/L/M em 1942-1943.